# Heapey
Heapey est un village et une paroisse civile d'Angleterre dépendant du borough de Chorley dans le Lancashire. Il se trouve à 1,24 kilomètre de Chorley, dans le bord occidental des West Pennine Moors. Au recensement de 2001, sa population était de 955 habitants et en 2011, de 1101 habitants.